# 赤沢経智
赤沢 経智（あかざわ つねとも）は、戦国時代から安土桃山時代にかけての武将。信濃小笠原氏の家臣。

## 略歴
永正8年（1511年）、赤沢政経の子として誕生。
父と共に信濃国に戻って以降は再び塩崎城に入り、本家であり主家である信濃守護小笠原氏に仕える。信濃へ侵攻を繰り返す武田信玄に対して天文14年（1545年）以来、守護小笠原長時に従って激戦を繰り広げるも天文19年（1550年）7月には長時の居城である林城が落城。自身も居城である塩崎城を家臣の桑原氏に奪われた為、長時及び嫡男・長勝、三男・貞経らと共に長尾景虎（上杉謙信）を頼って越後国に落ち延び、天正2年（1574年）7月、同国春日村で没した。享年64。仏門に入った後は玄澤を号した。
長時、長勝、貞経は更に弘治元年（1555年）に同族である三好長慶を頼って上洛した。

## 系譜
- 父：赤沢政経（1467-1512）
- 母：不詳
- 室：島館入道喜仙娘
  - 三男：小笠原貞経（1543-1614）
- 生母不明の子女
  - 嫡男：赤沢長勝
  - 男子： - 僧籍